# Lophaetus occipitalis
El águila crestilarga (Lophaetus occipitalis) es una especie de ave Accipitriforme de la familia Accipitridae autóctona del África subsahariana, que posee un inconfundible penacho de plumas en la cabeza. Es el único representante del género Lophaetus. Habita en la sabana. No se conocen subespecies.